# Berbère arabisé
Ne doit pas être confondu avec Arabo-berbères.
L'expression Berbère arabisé ou Arabe d'origine berbère (en arabe : عربي من اصل امازيغي مستعرب) est un concept désignant un habitant du Maghreb, culturellement et linguistiquement arabe et dont les origines ethniques sont berbères.
Cette expression implique qu'une partie de la population maghrébine est d'ascendance berbère. La conversion linguistique du berbère à l'arabe s'est produite, au moins en partie, en raison du statut privilégié que la langue arabe avait dans les états musulmans d'Afrique du Nord, de la conquête arabe en 652 jusqu'à la conquête européenne, au XIXe siècle avec la migration des tribus arabes des Banu Hilal, Banu Sulaym et banu maqil en Afrique du Nord. L'afflux des Hilaliens fut un facteur majeur dans l'arabisation linguistique du Maghreb,,,, avec la promotion de la langue, la culture arabe à travers les écoles et les médias, au cours du XXe siècle, par les gouvernements arabisants du Maghreb et du à des politiques marginales sous Hassan II, Ghaddafi et Boumédiène,,,.
Cette expression, parfois utilisée par des activistes berbéristes et adeptes du Mouvement Culturel Amazigh, est contestée par des populations, bien que d'ascendance berbère, se revendiquent comme arabes.

## Perspective historique
Les sources arabes médiévales réfèrent fréquemment l'Afrique du Nord-Ouest, avant la conquête musulmane du Maghreb, comme Bilad Al Barbar (en arabe : بلادالبربر), littéralement, le « pays des Berbères ».Étant donné que ses populations étaient partiellement affiliées à la culture islamique, l'Afrique du Nord-Ouest commença à être appelée en arabe : «al-Mağrib al-‘Arabi» المغرب العربي (signifiant « l'Ouest Arabe ») puisqu'elle était considérée comme la partie la plus à l'Ouest du monde arabe. Les historiens et géographes musulmans du Moyen-Orient réfèrent le Maroc comme Maghreb al-Aqsa (« le plus à l'ouest »), le désambiguïsant des régions historiques voisines appelées Al-Maghrib al Awsat (« Le moyen ouest »), pour l'Algérie, et Al-Maghrib al Adna (« l'ouest le plus proche »), pour la Tunisie,.

## Berbéristes et arabisation linguistique
Selon certains berbéristes, même si un individu maîtrise uniquement l'arabe maghrébin, et pas la langue berbère, celui-ci est essentiellement berbère tant qu'il est héréditairement d'origine berbère, pour d'autres, si un berbère arabisé n'est plus berbère culturellement, il est considéré comme arabe.
Cela est une réponse des activistes berbères, aux Algériens, et aux Marocains qui s'identifient comme arabes en raison de leur maîtrise uniquement de la langue arabe[réf. nécessaire]. Historiquement, l'Afrique du Nord a été progressivement arabisée, quand la langue liturgique arabe y a été apportée, lors de l'expansion de l'islam au VIIe siècle. Cependant, l'identité de l'Afrique du Nord-Ouest avant l'arabisation était complexe. Gabriel Camps soutient que les Berbères n'avaient pas d'identité commune, ne se considérant pas comme appartenant au même peuple. Et ne se seraient jamais définis eux-mêmes comme tels durant toute leur histoire. Ils ont été divisés en plusieurs tribus, et devaient plutôt s'identifier en référence à ces dernières ce qui facilitera le processus d'arabisation de ces dernières, les Arabes n'ayant pas à arabiser un grand peuple berbère, mais une multitude de petites tribus différentes les unes des autres sur le plan identitaire.
De plus, bien que le processus d'arabisation ait commencé avec ces premières invasions, beaucoup de grandes parties d'Afrique du Nord n'ont été arabisées que récemment, comme les montagnes des Aurès, aux XIXe et XXe siècles. Bien que les plaines fertiles d'Afrique du Nord semblent avoir été (au moins partiellement) arabisées au XIIe siècle avec l'émigration des tribus hilaliennes (Banu Hilal) d'Arabie, l'éducation de masse, la promotion de la langue, et de la culture arabe à travers les écoles et les médias, au cours du XXe siècle, par les gouvernements arabisants d'Afrique du Nord, joue un grand rôle dans la promotion de l'arabité a travers l'Afrique du nord.[réf. nécessaire]

## Génétique
La structure génétique du chromosome Y de la population maghrébine semble être principalement modulée par la géographie. Les haplogroupes E1b1b et J de l'ADN Y constituent la grande majorité des marqueurs génétiques des populations du Maghreb. L'haplogroupe E1b1b est le plus répandu parmi les groupes maghrébins, en particulier la lignée en aval E1b1b1b1a, qui est généralement associé au populations autochtones de l'Afrique du Nord-Ouest. L'haplogroupe J est plus représentatif d'origines du Moyen-Orient, et a sa plus haute répartition parmi les populations d'Arabie et du Levant. En raison de la distribution de E-M81 (E1b1b1b1a), qui a atteint ses plus hauts pics documentés dans le monde à 70-80 % dans certaines populations du Maghreb, il a souvent été qualifié de « marqueur berbère » dans la littérature scientifique. Le deuxième marqueur le plus commun, l'haplogroupe J, en particulier J1,, qui est typiquement moyen-oriental, et originaire de la péninsule arabique, peut atteindre des fréquences allant jusqu'à 40 % dans la région,. Sa densité la plus élevée est trouvée dans la péninsule arabique. L'haplogroupe R1 qui est un marqueur eurasien, a également été trouvé au Maghreb, mais avec une fréquence plus faible. Les haplogroupes d'ADN-Y montrés ci-dessus sont trouvés chez les arabophones et les berbérophones.
Le pool du chromosome Y du Maghreb (comprenant les populations « arabes » et « berbères ») peut être résumé pour la plupart des populations de la façon suivante : seuls deux haplogroupes E3b2 et J comprennent respectivement 42 % et 20 % des chromosomes totaux.
Pour faire simple, les profils génétiques du chromosome Y en Afrique du Nord reflètent principalement des lignées indigènes nord-africaines associées à l’haplogroupe E-M81, avec un apport significatif de lignées originaires de la péninsule Arabique (notamment l’haplogroupe J1), ainsi que des traces plus modestes provenant d’Afrique subsaharienne et d’Europe.